# Eduardo Laing
Eduardo Antonio Laing Cárcamo (ur. 27 grudnia 1958 w Puerto Cortés) – piłkarz, były reprezentant Hondurasu grający na pozycji napastnika.

## Kariera klubowa
Eduardo Laing podczas piłkarskiej kariery występował w Platense Puerto Cortés, C.D. Marathón oraz w klubach w Grecji i Salwadorze.

## Kariera reprezentacyjna
Eduardo Laing występował w reprezentacji Hondurasu w latach 1981–1989. W 1981 wystąpił w eliminacjach Mistrzostw Świata 1982, w których Honduras po raz pierwszy w historii wywalczył awans do Mundialu. Rok później wystąpił na Mundialu w Hiszpanii w 1982 roku.
Na Mundialu wystąpił w dwóch meczach grupowych z Irlandią Północną i Jugosławią. W tym pierwszym meczu wszedł na boisko w 58 min. zastępując Prudencio Moralesa i już dwie minuty później strzelił wyrównującą bramkę na 1-1. W 1984 i 1985 wystąpił w przegranych eliminacjach Mistrzostw Świata 1986. W 1988 wystąpił w przegranych eliminacjach Mistrzostw Świata 1990. Ogółem w reprezentacji Hondurasu Laing wystąpił w 34 meczach w których strzelił 8 bramek.